# La Toma (paroisse civile)
Pour les articles homonymes, voir La Toma.
La Toma est l'une des cinq divisions territoriales et statistiques dont l'une des quatre paroisses civiles de la municipalité de Rangel dans l'État de Mérida au Venezuela. Sa capitale est La Toma.